# Gedangan (Maduran)
Gedangan is een bestuurslaag in het regentschap Lamongan van de provincie Oost-Java, Indonesië. Gedangan telt 1380 inwoners (volkstelling 2010).